# Juvál Rafaél
Juvál Rafaél (héberül: יובל רפאל, angol átírásban: Yuval Raphael; Ra'anana, 2000. november 5. – ) izraeli énekesnő. Ő képviselte Izraelt a 2025-ös Eurovíziós Dalfesztiválon Bázelben, a New Day Will Rise című dallal.

## Magánélete
Rafaél Ra'anánában született és nevelkedett fel. A szülei Liat és Cvika Rafaél. Hatéves korában a családjával három évre Svájcba költöztek. Kamaszéveiben színházi és arab szakirányon tanult szülővárosában.
A kötelező katonai szolgálatát az Izraeli Védelmi Erők kötelékében töltötte, ahol határátkelőhely-ellenőrzési tisztként szolgált Jeruzsálem környékén.
Rafaél 2023. október 7-én a Supernova zenei fesztiválon vett részt Re’imben, amikor a Hamász vezette palesztin militánsok megtámadták a rendezvényt: 364 résztvevőt megöltek, és 40 embert túszul ejtettek. Egy Be'eri kibuc közelében található óvóhelyen rejtőzött el 50 másik emberrel. Miután a Hamász militánsai gránátokat dobtak az óvóhelyre, repeszsérüléseket szenvedett, és azt az utasítást kapta, hogy játssza el, hogy halott, ami végül megmentette az életét; ő volt az egyik a 11 túlélő közül. Az ENSZ Emberi Jogi Tanácsa előtt mondott beszédében leírta a támadás során tapasztalt borzalmakat. Azt állította, hogy az ENSZ-ben ellenséges viselkedést is tapasztalt, amikor egy sárga szalagot viselt, amely az izraeli túszokkal való szolidaritás szimbóluma, akiket a Hamász továbbra is fogva tart.

## Pályafutása
2024. november 19-én közvetítették Juvál Rafaél első meghallgatását a HaKokhav HaBa L’Erovizion 2025 című tehetségkutató műsorban, ahol Demi Lovato Anyone című dalát adta elő, és 98%-os eredménnyel továbbjutott a következő fordulóba. A verseny alatt számos dalt adott elő, például a Tsipor Midbar és a Mon amour című szerzeményeket. Az első elődöntőben Demi Lovato Warrior című dalával szerezte meg a döntőbe jutást. A műsor fináléját 2025. január 22-én rendezték, ahol az első fordulóban az ABBA Dancing Queen című dalát énekelte, míg a másodikban Sam Smith Writing’s on the Wall című slágerét adta elő. Rafaél végül az első helyen végzett, így ő képviselhette Izraelt a 2025-ös Eurovíziós Dalfesztiválon Bázelben. New Day Will Rise című versnydalát március 9-én mutatták be. A verseny május 15-én rendezett második elődöntőjéből első helyezettként jutott tovább a döntőbe, ahol a második helyen végzett.

## Diszkográfia

### Kislemezek
- New Day Will Rise (2025)